# Halysidota bricenoi
Halysidota bricenoi är en fjärilsart som beskrevs av Rothschild 1909. Halysidota bricenoi ingår i släktet Halysidota och familjen björnspinnare. Inga underarter finns listade i Catalogue of Life.